# Bucinobanti

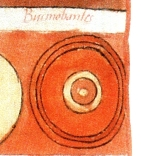
Simbolo dei Bucinobantes sugli scudi dell'antico esercito romano

I Bucinobanti, in latino Bucinobantes, in tedesco: Bucinobanten, furono una tribù alemannica stanziata nella regione dell'odierna Mogontiacum (Magonza), sul fiume Meno.
Lo storico romano Ammiano Marcellino scrisse che il cesare Giuliano attraversò il Reno nei pressi del Meno nel 359, al fine di negoziare con Macriano, capo dei Bucinobantes, e con altri capi alemanni.
In seguito a numerose ribellioni contro l'Impero romano, l'imperatore Valentiniano I fallì nel suo tentativo (con l'aiuto dei Burgundi) di fermare Macriano. Valentiniano nominò Fraomario capo dei Bucinobantes, ma essi rifiutarono questo atto. Alla fine Valentiniano venne obbligato nel 371 ad accettare un'alleanza con Macriano.
A causa probabilmente di questo accordo con Macriano, nel 371 Valentiniano spostò Fraomarius ed i suoi seguaci da Mayence a Norfolk, in Inghilterra.